# Bredsjön (Tuna socken, Småland)
Bredsjön är en sjö i Vimmerby kommun i Småland och ingår i Marströmmens huvudavrinningsområde. Sjön är 29 meter djup, har en yta på 0,763 kvadratkilometer och är belägen 49 meter över havet. Sjön avvattnas av vattendraget Bredshultån. Vid provfiske har bland annat abborre, braxen, gers och gädda fångats i sjön.

## Delavrinningsområde
Bredsjön ingår i det delavrinningsområde (637893-152847) som SMHI kallar för Mynnar i Slissjön. Medelhöjden är 66 meter över havet och ytan är 12,47 kvadratkilometer. Räknas de 3 avrinningsområdena uppströms in blir den ackumulerade arean 31,3 kvadratkilometer. Bredshultån som avvattnar avrinningsområdet har biflödesordning 2, vilket innebär att vattnet flödar genom totalt 2 vattendrag innan det når havet efter 27 kilometer. Avrinningsområdet består mestadels av skog (79 procent). Avrinningsområdet har 1,04 kvadratkilometer vattenytor vilket ger det en sjöprocent på 3,3 procent.

## Fisk
Vid provfiske har följande fisk fångats i sjön:
- Abborre
- Braxen
- Gärs
- Gädda
- Lake
- Löja
- Mört
- Nors
- Sarv